# مدرسة مانهايم الموسيقية
مدرسة مانهايم الموسيقية، هي مدرسة متواجدة في مدينة مانهايم، تشير المدرسة إلى نمط من الموسيقى أسسه موسيقيون ومؤلفون عملوا في مدينة مانهايم الألمانية منتصف القرن 18. لعبت المدرسة دوراً كبيراً في تطور الموسيقى الآلية في أوروبا. تعتبر المؤسسة لمدرسة فينا السيمفونية. أخذت مجدها في السنوات العشر الأولى للقرن من خلال المؤلفين التشيك الكبار الذين عملوا فيها حيث شكلوا نواة المدرسة (شتاميتس، ريختر، فيلتس، كننابيخ، شتاميتس الابن...إلخ).
من حيث الأسلوب نجد أن هذه المدرسة قريبة إلى الكلاسيكية المبكرة، رغم وجود بعض العناصر الباروكية والروكوكو كونهم من العصر ذاته. موسيقاهم تتصف بالعاطفة والشجون. تميز أداؤهم بالتعبيرية الكبيرة وكانوا يفاجئون معاصريهم بلكريشندو (ارتفاع الصوت التدريجي) والديمنوندو (انخفاض الصوت التدريجي)المبتكر من قبلهم، كذلك كانوا يميزون في ألحانهم (التأخيرات) التنهدات المانهايمية كما كانت تسمى. من الناحية الأوركسترالية تأسست الكثير من القواعد الأساسية للسيمفوني الكلاسيكي، من حيث التوزيع، وترتيب المجموعات، شيئاً فشيئاً يتم الابتعاد عن الـ(باسو المستمر) (Basso continuo). الكلارينيت يصبح أساسياً، الحركات تصبح أربع. يتأسس التباين الأساسي في التيمات داخل قالب السونات في الـ(إلغو) (ALLEGO).
تأثيرهم كان قوياً جداً على السيمفوني الفرنسي والنمساوي وبالأخص على موتسارت.